# William O. Baker
William Oliver Baker (Chestertown, 15 de julio de 1915-Chatham, 31 de octubre de 2005) fue presidente de Bell Labs de 1973 a 1979 y asesor en asuntos científicos de cinco presidentes de Estados Unidos.

## Biografía
Nació el 15 de julio de 1915 en Chestertown, Maryland. Recibió su título del Washington College y obtuvo un doctorado en la Universidad de Princeton. Más tarde realizó una investigación para los Bell Labs que ayudó a desarrollar el caucho sintético, teniendo 11 patentes en total. Dirigió Bell Labs de 1973 a 1979. Antes de ser nombrado presidente, se había desempeñado como vicepresidente de investigación de dicha empresa desde 1955.
Fue miembro de la Academia Nacional de Ciencias de Estados Unidos (1961), la Sociedad Filosófica Estadounidense (1963), y la Academia Estadounidense de Artes y Ciencias (1965).

### Vida personal
El había vivido en la sección New Vernon del municipio de Harding y  en 1979, residía en Morristown, Nueva Jersey, cuando finalizó su mandato como presidente de Bell Labs. Falleció de insuficiencia cardíaca el 31 de octubre de 2005 en Chatham, Nueva Jersey.

## Premios y honores
- Medalla Perkin (1963)[7]
- Medalla Priestley (1966)
- Medalla IRI del Instituto de Investigaciones Industriales (1970)
- Medalla de oro del Instituto Americano de Químicos (1975)
- Premio Charles Lathrop Parsons, Sociedad Química Estadounidense (1976)[8]
- Premio Miles Conrad de la NFAIS (1977)[9]
- Premio Willard Gibbs (1978)
- Premio Vannevar Bush (1981)
- Medalla al Logro de SASA (1984)
- Medalla Nacional de Ciencias (1988)
- Medalla Benjamin Franklin por logros distinguidos en las ciencias de la American Philosophical Society (2000)[10]
- Premio AAAS Philip Hauge Abelson (1995)